# La Fenaison
La Fenaison est un tableau peint par Pieter Brueghel l'Ancien en 1565. Il appartient à la collection Lobkowitz et est exposé à Prague, au palais Lobkowitz.

## Histoire
Le tableau était accroché dans la salle à manger du marchand anversois Niclaes Jonghelinck. Ce tableau faisait à l'origine partie d'une série de six panneaux, chacun étant censé représenter deux mois de l'année, en l'occurrence juin et juillet. En 1566, il a été cédé à l'administration de la ville d'Anvers. 
En 1594, les six panneaux ont été offerts par la ville d'Anvers à l'archiduc Ernest, gouverneur des Pays-Bas. On pense que toute la série a été choisie par Rodolphe II lors du partage de la succession de son frère cadet en 1595. En 1659, seuls cinq panneaux figurent dans l'inventaire viennois de l'archiduc Léopold-Guillaume de Habsbourg (1614-62), faisant partie des collections impériales. En 1864, il appartenait à la princesse Léopoldine Grassalkovich, née Esterházy, et par des biais inconnus, il a fini chez le prince Lobkowitz en Bohème. La famille Lobkowicz l'aurait acquis, bien qu'il soit mentionné pour la première fois qu'il était en leur possession en 1870.
Le tableau fait désormais partie de la collection de la famille Lobkowicz, située dans le palais Lobkowicz du château de Prague, en République Tchèque.

## Description
La scène se déroule au début de l'été, en juin ou juillet, avec un groupe de paysans occupés à couper et à récolter le foin. Au premier plan, dans le coin inférieur gauche, un homme aiguise sa faux et, au centre, trois jeunes filles marchent vers lui ; juste derrière, à droite, quatre porteurs de paniers marchent dans la direction opposée, ainsi qu'une paysanne à cheval. Le groupe passe devant des paniers remplis de cosses et de fruits rouges, probablement des arbouses, et d'un sanctuaire de la Vierge Marie sur le bord de la route. Le milieu du terrain, dominé par un jaune vif, montre de vastes champs où les paysans sont occupés à couper, récolter et transporter le foin avec une charrette.
À l'arrière-plan, on aperçoit quelques maisons, un village à flanc de colline et, à gauche, un rocher dont l'un des sommets est occupé par un château. À droite, la vue s'estompe pour laisser place à la vallée d'une rivière qui descend vers la mer. Les différents plans sont mis en valeur par les contrastes de couleurs des tons chauds ( premier plan et second plan) et froids (arrière-plan).
Du chemin argileux de l'avant scène, se déploie un vaste paysage de prairie, collines et rivières, dont la cohésion est assurée, sur toute la largeur du second plan, par cette fenaison qui donne son titre à l'œuvre. Au premier plan, des paysans prennent à droite le chemin du marché. Trois femmes d'âges différents, la plus jeune fixant le spectateur, portant une cruche et des râteaux, se dirigent à l'inverse vers la gauche. Au bord du chemin, un paysan se tient à l'ombre, penché sur sa faux.
Les figures humaines et la nature apparaissent parfaitement mélangées et un sentiment de tranquillité domine, sans le rythme précipité des travailleurs souvent rencontré dans l'œuvre de Bruegel. Les déformations caricaturales sont également absentes, mais le groupe de femmes, dont l'une regarde vers le spectateur, apparaît plutôt comme une parenthèse agréable. Dans l'ensemble, il semble que Bruegel, en peignant la saison chaude, ait voulu dépeindre des hommes joyeux et satisfaits, libérés à la fois de l'oisiveté et de la corvée d'un travail inutile.